# Al-Farazdaq
Hammam ibn Ghalib Abu Firas (en árabe: همام بن غالب ، ابو فراس‎), comúnmente conocido como al-Farazdaq (en árabe: الفرزدق‎, forma arabizada del persa پرازده, Parāzda, «trozo de masa»; Kadhima (actual Kuwait), ca. 641 - ca. 728-730), fue un poeta árabe.

## Primeros años
Nació en Kadhima (actual Kuwait) y vivió en Basora. Fue un miembro de Darim, una de las divisiones más respetadas de la tribu Bani Tamim, y su madre fue de la tribu de Dabba. Su abuelo Sa'sa' fue un beduino de gran reputación, su padre Ghalib siguió su mismo estilo de vida hasta que Basra fue fundada y fue famoso por su generosidad y hospitalidad. A la edad de 15 años, Farazdaq se hizo conocido como poeta y, aunque marcado por un corto tiempo por el consejo del califa Ali Ibn Abi Talib de dedicar su atención al estudio del Corán, pronto volvió a realizar versos. 

## Poesía
Bajo el espíritu beduino, dedicó su talento en gran medida a la sátira y atacó a los Bani Nahshal y a los Bani Fuqaim. Cuando Ziyad, un miembro de la última tribu, se convirtió en gobernador de Basra en 669, el poeta fue forzado a huir primero a Kufa y luego, dado que todavía estaba muy cerca de Ziyad, a Medina, donde fue bien recibido por el emir de la ciudad, Said ibn al-As. Allí, permaneció alrededor de diez años, escribiendo sátiras sobre tribus beduinas, pero evitando tratar sobre política local.
Llevó una vida pródiga y sus versos amorosos resultaron en su expulsión por el califa Marwan I. Justo en esa época, se enteró de la muerte de Ziyad y regresó a Basra, donde se aseguró el favor del sucesor de Ziyad, Ubayd Allah ibn Ziyad. En ese entonces, la mayor parte de su poesía estuvo dedicada a sus asuntos matrimoniales. Había aprovechado su posición de tutor y se casó con su prima Nawar en contra de su voluntad, por lo que buscó ayuda en vano de la corte de Basra y de varias tribus. Todas temían las sátiras del poeta. Al final, Nawar escapó a La Meca y apeló al aspirante político de los omeyas Abdallah ibn Zubayr, quien, por el contrario, logró inducirla a consentir una confirmación del matrimonio. Las peleas no tardaron en llegar de nuevo. Farazdaq tomó una segunda esposa y después de su muerte, se casó con una tercera, para molestar a Nawar. Finalmente, Farazdaq aceptó un divorcio pronunciado por Hasan al-Basri. 
Otro tema que generó una larga serie de versos fue, en particular, su feudo con su rival Jarir y su tribu Bani Kulaib. Estos poemas fueron publicados como el Nakaid de Jarir y al-Farazdaq.
Al-Farazdaq se convirtió en el poeta oficial del califa omeya Walid I (reinó de 705 a 715), a quien dedicó varios panegíricos.
Su poema más famoso es el que dio  en Makkah cuando Ali bin Hussain bin Ali bin Abu Talib (Zayn al-Abidin) ingresó al haram del Kaaba, lo que enojó al emir. El poema es extremadamente poderoso y por ello fue encarcelado.